# Sic
|  | Per a altres significats, vegeu «SIC». |

L'adverbi sic (del llatí sic, així, abreviatura de sic erat scriptum, així fou escrit) s'utilitza en els escrits, generalment entre parèntesis o claudàtors, per indicar que la paraula o la frase que el precedeixen és literal, encara que pugui semblar incorrecta.
S'utilitza quan es reprodueixen errors, tipogràfics o de qualsevol altra mena, o inconveniències en citar textos, per tal d'informar al lector que l'ús indegut es troba a la font original i no és obra d'aquell que cita. L'ús més freqüent és aquest, on amb freqüència es tracta de mostrar una debilitat, una falta ortogràfica, una ortografia antiga o un judici forassenyat. Nogensmenys, també es pot utilitzar quan apareixen paraules poc comunes la grafia de les quals és similar a d'altres molt conegudes, i es vol evitar que el lector les interpreti com a errors.
Per exemple: 
- «Venència (sic) no és Venècia»
- «L'adsorció (sic) es realitza amb carbó actiu».
- «la corrupció són “deu o quinze casos aïllats” [sic]»[6]